# Iazu Vechi, Iași
Iazu Vechi este un sat în comuna Șipote din județul Iași, Moldova, România.
Începuturile satului IAZU VECHI (comuna Șipote, județul Iași) trebuie căutate înainte de anul 1879, atunci când apar primele atestări istorice ale satului vecin Iazu Nou. Întru cât se înființează în imediata apropiere un sat cu numele de Iazu Nou, atunci logic că deja exista un alt sat care purta numele de Iazu Vechi.
Numele inițial a fost cel de Iazu Porcului, așa cum apare la recensământul din anul 1930. Această denumire provine de la unul din iazurile ce se găseau în zonă și întru cât, se spune, că era zona unde creșteau turmele de porci de pe moșia Cioara. Odată cu construcția primelor așezări și înființarea satului a luat și numele de Iazu Porcului.
Iazu Vechi (Iazu Porcului) a fost sat component al comunei Coarnele Caprei, înființat pe moșia Cioara, până în 1908, când este inclus la comuna Șipote. În anul 1945 este înglobat la comuna Chișcăreni, iar in anul 1947 revine la comuna Șipote. Iazu Vechi este amplsat în partea sudică a teritoriului comuniei, de-a lungul drumului comunal DC 142 (Chișcăreni – Gropnița), și se desfățoară pe o suprafață 46ha.
La recensământul din anul 1930 sunt menționați 300 de locuitori.
Înainte de anul 1989 s-a luat decizia ca satul să fie strămutat în comuna Vlădeni, proces început, dar stopat de schimbările din 1989. S-a reușit schimbarea cursului râului Miletin la poalele celor dealuri pe care erau construite majoritatea caselor, astfel că, la primele inundații, multe locuințe au fost afectate, inclusiv școala.
Astăzi localitatea se află întrun declin demografic și de bunăstare a locuitorilor, fiind ani de-a rândul aproape în totalitate neglijată de autorități. Neexistând măcar un drum de acces, mulți din tinerii plecați nu s-au mai întors în localitate, ducând la o îmbătrânire accelerată a populației rămase.
Singura sursă de venit și de existență este agricultura și zootehnia în regim de casă. 
Cine reusește să răzbată în zonă va fi întâmpinat de o localitate dezolantă care nu are nimic în comun cu secolul XXI și Uniunea Europeană.